# Chrysoberyll
Chrysoberyll ist ein eher selten vorkommendes Mineral aus der Mineralklasse der Oxide und Hydroxide. Es kristallisiert im orthorhombischen Kristallsystem mit der chemischen Formel BeAl2O4, ist also chemisch gesehen ein Beryllium-Aluminat.
Chrysoberyll entwickelt meist dicktafelige bis kurzprismatische Kristalle, die bis zu 22 Zentimeter groß werden können und überwiegend parallel der c-Achse gestreift sind. Charakteristisch ist auch seine zyklische Zwillingsbildung mit pseudohexagonal-dipyramidalem Habitus.
In reiner Form ist Chrysoberyll farblos und durchsichtig mit glasähnlichem Glanz auf den Oberflächen. Durch vielfache Lichtbrechung aufgrund von Gitterbaufehlern oder polykristalliner Ausbildung kann er aber auch weiß erscheinen und durch Fremdbeimengungen von Chrom und Eisen eine goldgelbe, grüngelbe bis blaugrüne oder bräunliche Farbe annehmen, wobei die Transparenz entsprechend abnimmt.
Mit einer Mohshärte von 8,5 ist Chrysoberyll nach Diamant (10), dem sehr seltenen Moissanit (9,5) und dem Korund (9) das vierthärteste Mineral.
Bekannte Edelsteinvarietäten sind der farbwechselnde „Alexandrit“ und das seidig schimmernde (Chrysoberyll-)„Katzenauge“ mit dem gleichnamigen optischen Effekt.

## Etymologie und Geschichte

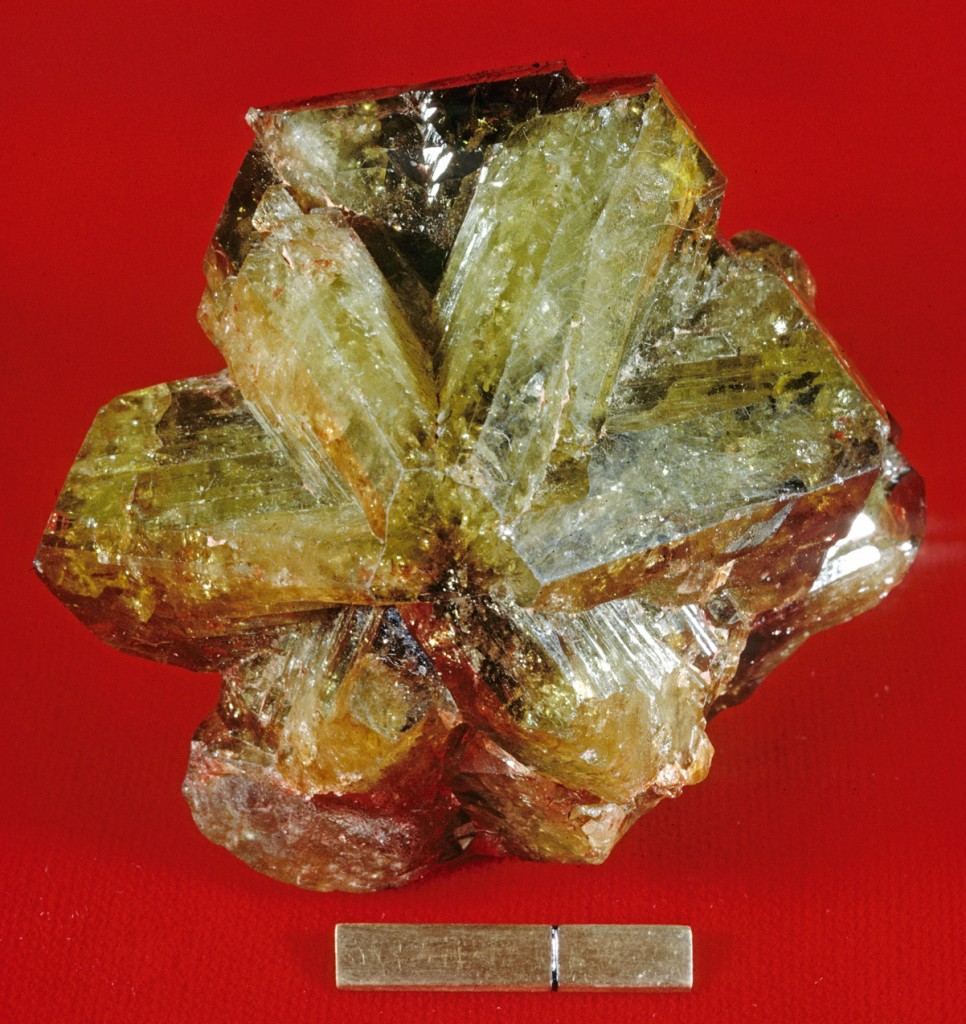
Gelblichgrüner Chrysoberyll-Sechsling aus Colatina, Espírito Santo, Brasilien (Vergleichsmaßstab: 1 Zoll mit Einkerbung bei 1 cm)

Der Name Chrysoberyll entstammt dem griechischen χρυσοβήρυλλος (chrysobḗryllos), das zusammengesetzt ist aus den Worten χρυσός (chrysós) für „Gold“ und βήρυλλος (bḗryllos) für „Beryll“.
Der Chrysoberyll gehört zu den etwa 20 Edelsteinen, die schon von dem römischen Schriftsteller Plinius dem Älteren (um 23–79 n. Chr.) in seiner Naturalis historia beschrieben werden. Plinius sah Chrysoberyll fälschlicherweise als eine Unterart der Berylle, als goldfarbigen Bruder von Aquamarin (blau) und Smaragd (grün), zu denen er jedoch nicht gehört – obwohl er ebenfalls Beryllium-Kationen enthält – und sich von ihnen in chemischer Zusammensetzung, Struktur und Härte unterscheidet. Dennoch wird Chrysoberyll erst 1789 in der Mineralsystematik von Abraham Gottlob Werner als eigenständiges Mineral (Krisoberil) geführt.

## Klassifikation
In der veralteten 8. Auflage der Mineralsystematik nach Strunz gehörte der Chrysoberyll zur Mineralklasse der „Oxide und Hydroxide“ und dort zur Abteilung „Verbindungen mit M3O4- und verwandte Verbindungen“, wo er gemeinsam mit Taaffeitgruppe und Swedenborgit in der „Chrysoberyll-Swedenborgit-Gruppe“ mit der Systemnummer IV/B.04 steht.
In der zuletzt 2018 überarbeiteten Lapis-Systematik nach Stefan Weiß, die formal auf der alten Systematik von Karl Hugo Strunz in der 8. Auflage basiert, erhielt das Mineral die System- und Mineralnummer IV/B.07-010. Dies entspricht der Klasse der „Oxide und Hydroxide“ und dort der Abteilung „Oxide mit dem Stoffmengenverhältnis Metall : Sauerstoff = 3 : 4 (Spinelltyp M3O4 und verwandte Verbindungen)“, wo Chrysoberyll zusammen mit Ferrotaaffeit, Magnesiotaaffeit, Mariinskit und Swedenborgit eine unbenannte Gruppe mit der Systemnummer IV/B.07 bildet.
Die von der International Mineralogical Association (IMA) zuletzt 2009 aktualisierte 9. Auflage der Strunz’schen Mineralsystematik ordnet den Chrysoberyll in die Klasse der „Oxide (Hydroxide, V[5,6]-Vanadate, Arsenite, Antimonite, Bismutite, Sulfite, Selenite, Tellurite, Iodate)“ und dort in die Abteilung „Metall : Sauerstoff = 3 : 4 und vergleichbare“ ein. Hier ist das Mineral in der Unterabteilung „Mit kleinen und mittelgroßen Kationen“ zu finden, wo es als einziges Mitglied eine unbenannte Gruppe mit der Systemnummer 4.BA.05 bildet.
In der vorwiegend im englischen Sprachraum gebräuchlichen Systematik der Minerale nach Dana hat Chrysoberyll die System- und Mineralnummer 07.02.09.01. Das entspricht der Klasse der „Oxide und Hydroxide“ und dort der Abteilung „Mehrfache Oxide“. Hier findet er sich innerhalb der Unterabteilung „Mehrfache Oxide (A+B2+)2X4, Spinellgruppe“ als einziges Mitglied in einer unbenannten Gruppe mit der Systemnummer 07.02.09.

## Kristallstruktur

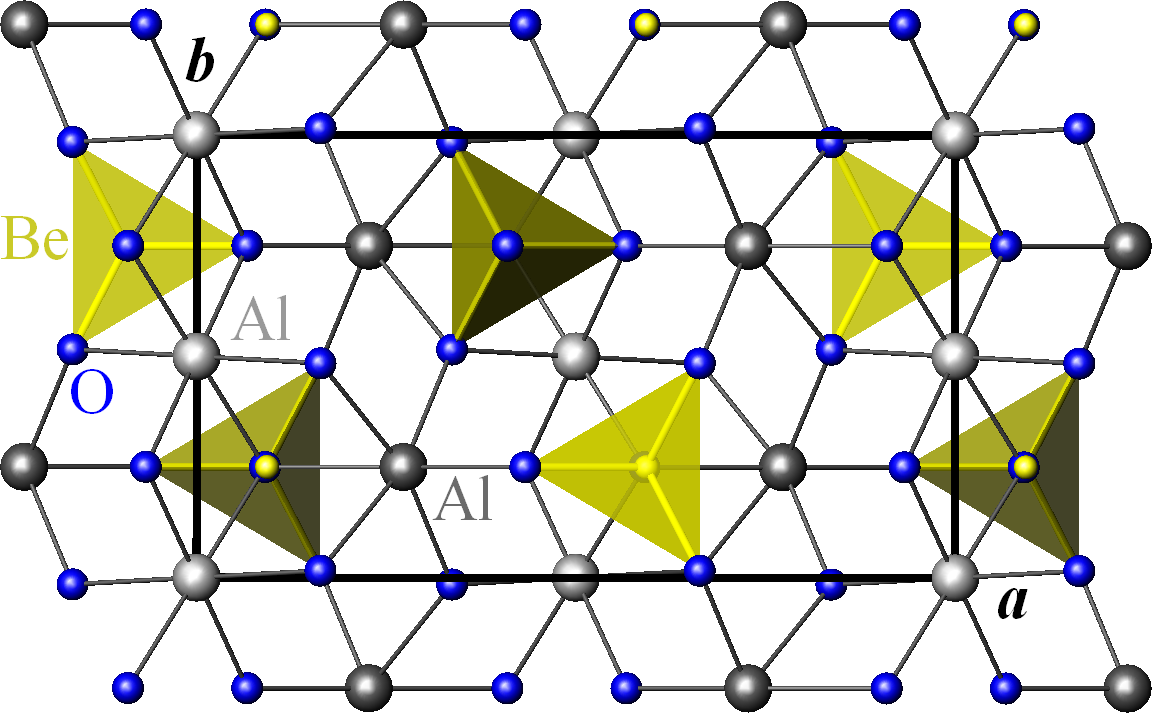
Kristallgitter von Alexandrit: [BeO_{4}]-Tetraeder, dessen Ecken über oktaedrisch-koordinierte Al^{3+}-Ionen verknüpft sind.
gold Be^{2+} silver Al(1)^{3+} grey Al(2)^{3+} blue O^{2−}

Chrysoberyll kristallisiert orthorhombisch in der Raumgruppe Pbnm (Raumgruppen-Nr. 62, Stellung 3) mit den Gitterparametern a = 4,43 Å; b = 9,40 Å und c = 5,47 Å sowie 4 Formeleinheiten pro Elementarzelle.
Die Kristallstruktur ähnelt der von Olivin, besteht allerdings im Gegensatz zu diesem aus [BeO4]-Tetraedern, dessen Ecken über oktaedrisch koordinierte Al3+ miteinander verknüpft sind. Die kristallchemische Strukturformel kann daher analog zum Olivin auch mit Al2[BeO4] beschrieben werden.

## Eigenschaften
Chrysoberyll ist sehr empfindlich gegenüber verschiedenen Alkalien und Kaliumhydrogensulfat (Kaliumbisulfat) und wird von diesen zersetzt. Vor dem Lötrohr und von Säuren wird er jedoch nicht verändert.

## Varietäten und Modifikationen

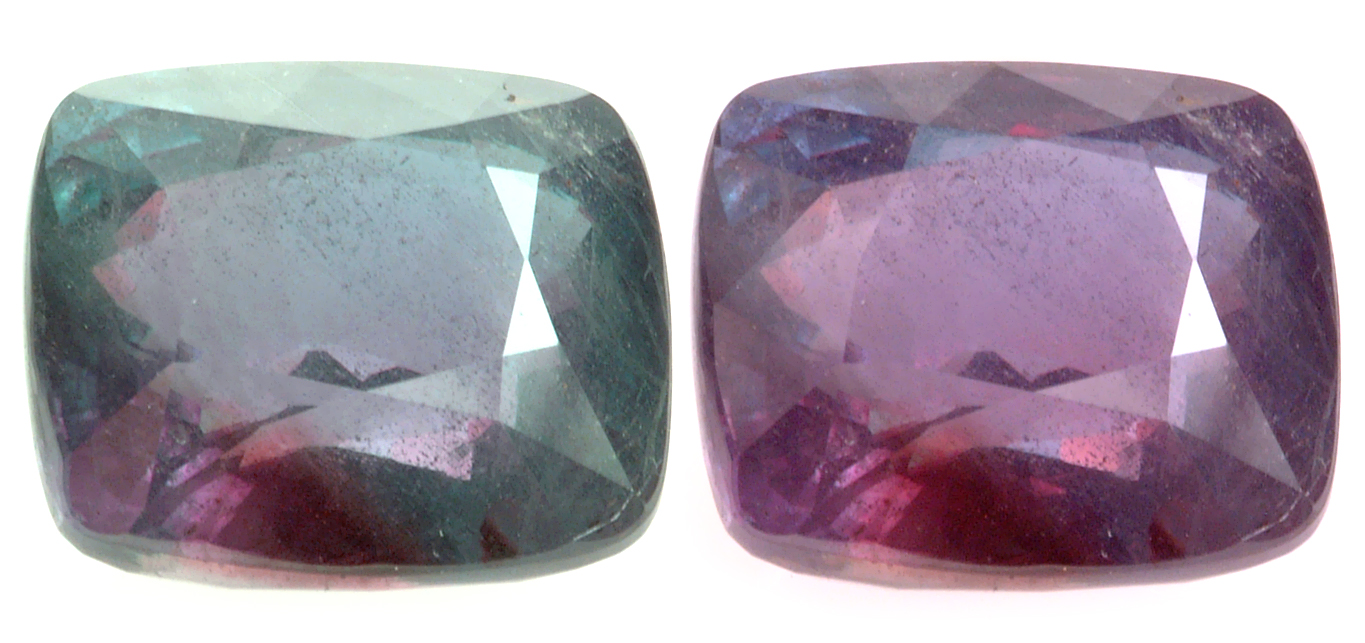
Alexandrit, grün im natürlichen und rot im Kunstlicht

Alexandrit, eine sehr seltene und wertvolle Varietät (Chrysoberyll–Mariinskit Mischreihe), schimmert im Tageslicht grün bis bläulichgrün und bei Kunstlicht rot bis violett. Dieser Farbwechsel, auch Changieren oder Alexandrit-Effekt genannt, wird durch seinen Chromgehalt hervorgerufen. Die Ursache sind zwei spektrale Bereiche mit niedriger Absorption (hohe Lichtdurchlässigkeit) und ein Bereich dazwischen mit starker Absorption zusammen mit dem unterschiedlichen spektralen Helligkeitsmaximum des Tages- und des künstlichen Lichtes. Im Tageslicht, das einen größeren Anteil grünen Lichtes enthält, erscheint er deshalb grün. Im Glühlampen- oder auch im Kerzenlicht, dessen roter Anteil viel stärker als der grüne ist, erscheint er dagegen kräftig rot. Außerdem zeigt Alexandrit richtungsabhängigen Farbwechsel – Pleochroismus.
Der Name Alexandrit geht auf den späteren russischen Zaren Alexander II. (regierte 1855–1881) zurück, anlässlich dessen Großjährigkeitserklärung Lew Alexejewitsch Perowski den Stein ihm zu Ehren benannte. Untersucht wurde er vorher von Nils Gustaf Nordenskiöld. Die Hauptfarben der damaligen russischen Armee waren grün und rot.
Eine weitere Varietät ist das Chrysoberyll-Katzenauge oder kurz Katzenauge (veraltete und nicht mehr gebräuchliche Synonyme Cymophan oder Kymophan), das den begehrten Katzenaugen-Effekt zeigt. Nur diese Varietät darf die alleinige Bezeichnung Katzenauge tragen. Alle anderen Minerale mit dem Katzenaugen-Effekt müssen durch den Zusatz des entsprechenden Mineralnamens kenntlich gemacht werden. Der wogende, silberweiße Lichtstreifen entsteht durch Lichtbrechung in den feinen, parallel angeordneten Hohlkanälen.

## Bildung und Fundorte

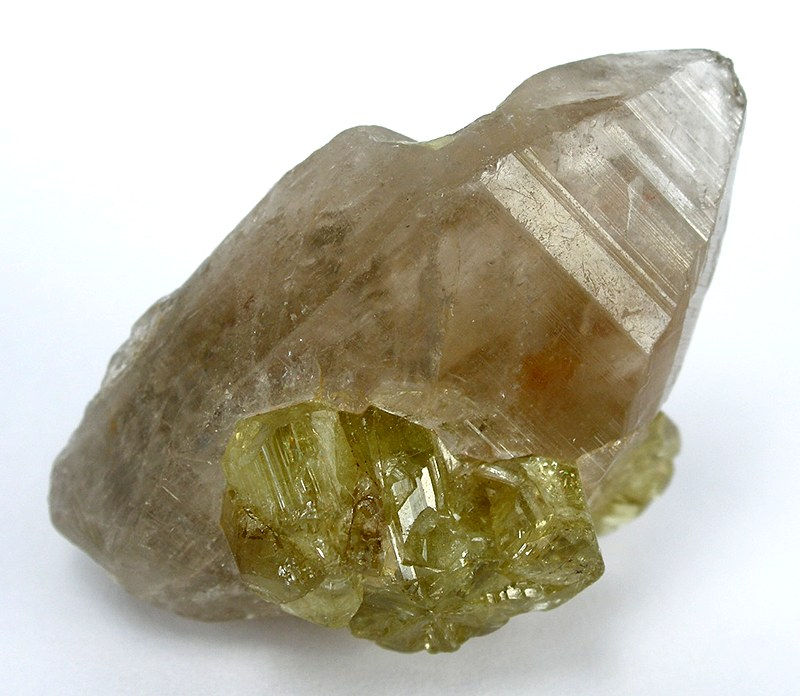
Chrysoberyll in Quarz eingewachsen aus Espírito Santo, Brasilien (Größe: 4,0 × 2,5 × 1,8 cm)

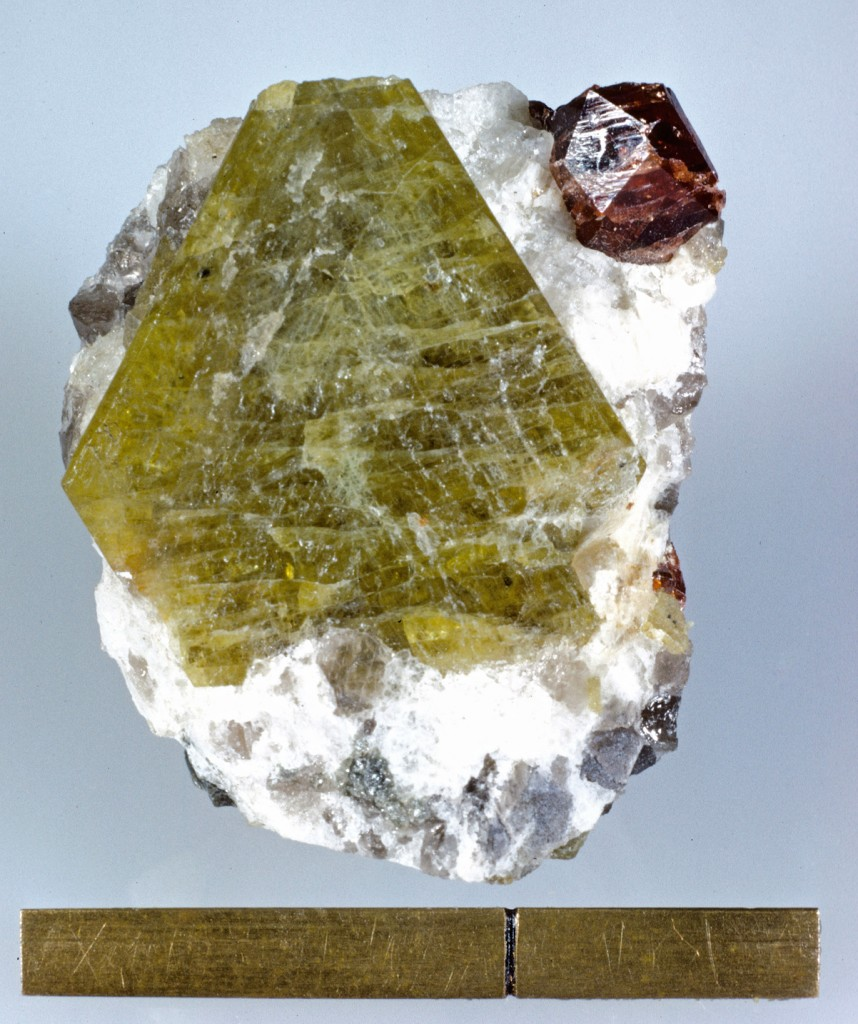
Chrysoberyll mit Spessartin aus Haddam, Middlesex County (Connecticut), USA

Chrysoberyll bildet sich magmatisch in Pegmatiten oder durch Kontaktmetamorphose in Schiefern und findet sich aufgrund seiner Widerstandsfähigkeit auch in Seifenlagerstätten. Als Begleitminerale treten in unter anderem Albit, Apatit, Beryll, Columbit, Fluorit, verschiedene Granate, Kyanit, Muskovit, Phenakit, Quarz, Spinell, Staurolith, Topas und Turmaline auf.
Als eher seltene Mineralbildung kann Chrysoberyll an verschiedenen Fundorten zum Teil zwar reichlich vorhanden sein, insgesamt ist er aber wenig verbreitet. Als bekannt gelten bisher (Stand: 2012) insgesamt rund 300 Fundorte.
Zu den bekanntesten Fundstätten von Chrysoberyll gehören:
- Brasilien: Gute ausgebildete und bis zu 22 Zentimeter große Kristalle und Zwillinge traten vor allem bei Pancas im Bundesstaat Espírito Santo zutage[14], aber auch an mehreren Fundstätten in Bahia, Minas Gerais und anderen Regionen konnten mehrere Zentimeter große Chrysoberylle gefunden werden.
- Indien und Sri Lanka sind bekannte Fundorte für die begehrten Schmuckvarietäten Alexandrit und Katzenauge, die vor allem in den Gebieten um Deobhog in Chhattisgarh und Orissa (Indien) sowie in  Ratnapura und anderen Gebieten von Sabaragamuwa (Sri Lanka) gefunden wurden.
- Auf Madagaskar konnten im Gebiet um Ambatondrazaka bis zu 10 Zentimeter große Kristalle gefunden werden[14] und eine bekannte Edelstein-Lagerstätte ist Ilakaka in der Provinz Fianarantsoa.
- In Russland gehört Malyschewa im Ural zu den bekanntesten Fundorten, wo sich neben Smaragd und Phenakit auch wertvolle Alexandrite von bis zu acht Zentimetern Größe fanden.[14]
- Mehrere Zentimeter große Kristalle traten unter anderem auch in der Umgebung von Mogok in der Mandalay-Division von Myanmar (Burma), der Provinz Masvingo im Südosten von Simbabwe, bei Magara nahe dem Manyara-See in Tansania und bei Maršíkov (Marschendorf) in der tschechischen Region Olomoucký kraj (Olmütz) auf.

Im Österreich fand sich das Mineral unter anderem bei Rieding in Kärnten, im Mieslingtal in der niederösterreichischen Gemeinde Spitz sowie im Felbertal und Habachtal im Salzburger Teil der Hohen Tauern, in der Schweiz sind einige Fundorte in den Kantonen Graubünden und Tessin bekannt. Deutsche Fundorte sind bisher nicht bekannt.
Weitere Fundorte liegen unter anderem in der Antarktis, in Australien, Bulgarien, China, der Demokratischen Republik Kongo, Finnland, Frankreich, Italien, Japan, Mosambik, Namibia, Niger, Norwegen, Polen, Sambia, Schweden, Spanien, Südafrika, im Vereinigten Königreich und den Vereinigten Staaten von Amerika.

## Verwendung als Schmuckstein

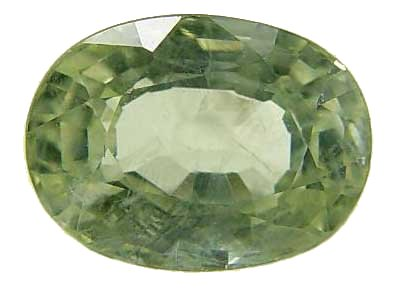
Geschliffener Chrysoberyll

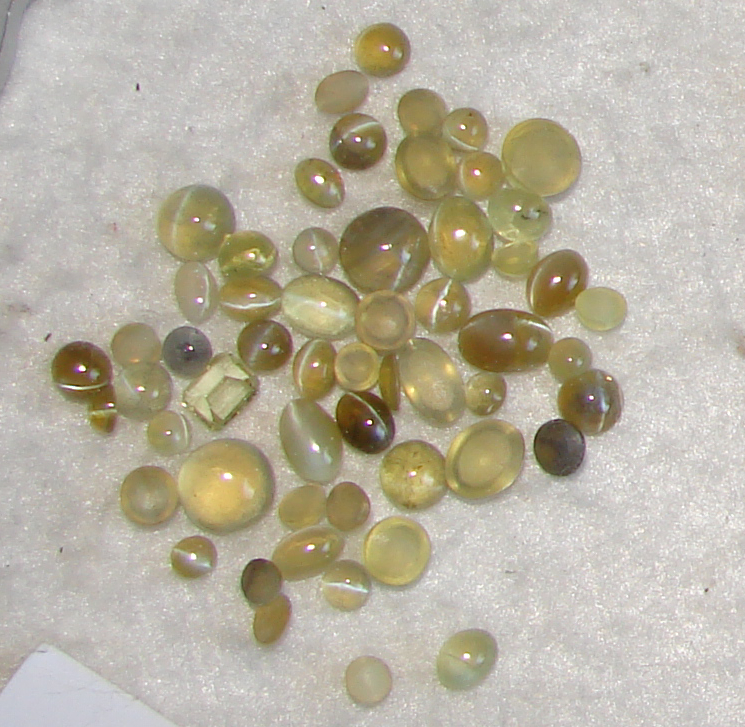
Kollektion von Chrysoberyll-Katzenaugen in Cabochonform aus Minas Gerais, Brasilien

Chrysoberyll und seine Varietäten finden in erster Linie als Schmucksteine Verwendung, aber nur ein geringer Teil der Chrysoberyll-Kristalle ist klar und durchsichtig, wie man sie für die Schmuckherstellung benötigt und meist können nur verhältnismäßig kleine Stücke des Kristalls herausgeschnitten und zu klaren, glanzvollen und warm leuchtenden „Edelsteinen“ geschliffen werden, wobei verschiedene Facettenschliffe zur Anwendung kommen. Katzenaugen erhalten dagegen den für eine optimale Hervorhebung der Chatoyance nötigen Cabochon-Schliff.
Aufgrund von Ähnlichkeiten in Farbe und Form kann Chrysoberyll mit verschiedenen, anderen Mineralen verwechselt werden, die teilweise ebenfalls zu Schmucksteinen verarbeitet werden wie unter anderem Andalusit, Brasilianit, Goldberyll, Hiddenit, Peridot, Saphir, Sinhalit, Skapolith, Spinell, Topas, Turmalin und Zirkon.

### Berühmte Chrysoberylle
Der größte bisher gefundene Chrysoberyll wurde in Rio de Janeiro (Brasilien) gefunden und hatte ein Gewicht von 16 Pfund. Ein weiterer mit einem Gewicht von 1876 ct (≙ 375,2 g) ebenfalls sehr großer Stein wurde in Sri Lanka gefunden.
Der größte bisher bekannte, geschliffene Alexandrit hat ein Gewicht von 66 ct und wird in der Smithsonian Institution in Washington (USA) aufbewahrt. Berühmt ist auch der in London aufbewahrte „Hope-Chrysoberyll“, ein hellgrüner, facettierter Stein von 45 ct Gewicht.

### Manipulationen und Imitationen
Da Chrysoberyll und vor allem der extrem seltene und teure Alexandrit ein seltener und entsprechend teurer Edelstein ist, wird er oft durch verschiedene Methoden nachgeahmt:
- Bereits seit 1888 wird Alexandrit auch synthetisch hergestellt. Diese synthetischen Kristalle sind nur mithilfe gemmologischer Untersuchungen einwandfrei von natürlichen Steinen zu unterscheiden. Die Einschlüsse spielen dabei eine wichtige Rolle.
- Ähnliche, billigere Minerale wie der Katzenaugen-Quarz werden oft benutzt, um den Chrysoberyll zu imitieren. Weitere Imitationen werden mithilfe von Glas, synthetischem Korund oder Spinell erzeugt. Der synthetische Korund, vorzugsweise Saphir, dient auch zur Imitation von Alexandrit, weil er einen ähnlichen Farbwechsel zeigt, der jedoch eher von rot nach violett geht. Die Handelsnamen Blauer Alexandrit und Sri-Lanka-Alexandrit sind also tatsächlich Saphire.
- Sehr erfolgreiche Nachahmungen von Chrysoberyll werden durch die Erzeugung von Dubletten (zusammengesetzte Schmucksteine) erreicht, wobei als Untergrund Granat oder Glas dient.
- Um die natürlichen Chrysoberylle mit weniger wertvoller Farbausprägung durch Farbänderung oder Intensivierung aufzuwerten, werden sie seit 1997 radioaktiv bestrahlt. Da aber vor allem beim Bestrahlen mit Elementarteilchen eine starke Reststrahlung entsteht, müssen die so behandelten Steine mitunter einige Jahre in Quarantäne.